# 왕지혜
왕지혜(1985년 12월 29일 ~ )는 대한민국의 배우이다.

## 생애
2001년부터 잡지 광고 모델로 활동했고, 2003년 MBC 드라마 《1%의 어떤 것》으로 공식 데뷔했다. 데뷔 초기에는 민지혜라는 예명으로 활동했으나, 2009년 MBC 드라마 《친구, 우리들의 전설》부터 왕지혜라는 본명으로 활동 중이다.

## 경력
| 연도   | 사항                |
| ------ | ------------------- |
| 2010.6 | 건국대학교 홍보대사 |

## 출연 작품

### 드라마
| 연도 | 방송사 | 제목                                           | 역할        | 비고                |
| ---- | ------ | ---------------------------------------------- | ----------- | ------------------- |
| 2003 | MBC    | 1%의 어떤 것                                   | 한주희      |                     |
| 2003 | MBC    | MBC 베스트극장 - 지독한 사랑을 꿈꾸는 당신에게 | 이하연      |                     |
| 2003 | MBC    | MBC 베스트극장 - 애인보다 좋은                 | 선희        |                     |
| 2004 | KBS2   | 북경, 내 사랑                                  | 왕사랑      |                     |
| 2004 | MBC    | MBC 베스트극장 - 불량소녀                      | 민지        |                     |
| 2005 | KBS2   | KBS 드라마시티 - 계룡산 부용이                 | 부용        |                     |
| 2007 | SBS    | 완벽한 이웃을 만나는 법                        | 고혜미      |                     |
| 2009 | MBC    | 친구, 우리들의 전설                            | 최진숙      |                     |
| 2010 | MBC    | 개인의 취향                                    | 김인희      |                     |
| 2010 | KBS2   | 프레지던트                                     | 장인영      |                     |
| 2011 | SBS    | 보스를 지켜라                                  | 서나윤      |                     |
| 2011 | 채널A  | 총각네 야채가게                                | 진진심      |                     |
| 2012 | KBS1   | 힘내요 미스터 김                               | 이우경      |                     |
| 2013 | SBS    | 수상한 가정부                                  | 윤송화      |                     |
| 2014 | MBC    | 호텔킹                                         | 송채경      |                     |
| 2014 | SBS    | 미녀의 탄생                                    | 교채연      |                     |
| 2016 | SBS    | 그래, 그런거야                                 | 홍유리      |                     |
| 2016 | SBS    | 사랑은 방울방울                                | 은방울      |                     |
| 2018 | OCN    | 플레이어                                       | 류현자      | 특별출연            |
| 2020 | tvN    | 오 마이 베이비                                 | 서정원      | 특별출연            |
| 2021 | KBS1   | 속아도 꿈결                                    | 한그루      |                     |
| 2021 | JTBC   | 월간 집                                        | 소개팅 상대 |                     |
| 2023 | ENA    | 오! 영심이                                     | 오진심      |                     |
| 2023 | JTBC   | 이 연애는 불가항력                             | 차승연      | 13회, 15회 특별출연 |
| 2024 | KBS2   | 다리미 패밀리                                  | 이미연      | 36부작              |

### 영화
| 연도 | 제목           | 역할     |
| ---- | -------------- | -------- |
| 2006 | 구미호 가족    | 편의점녀 |
| 2007 | 뷰티풀 선데이  | 수연     |
| 2010 | 식객: 김치전쟁 | 김진수   |
| 2019 | 아내를 죽였다  | 정미영   |
| 2023 | 악마들         | 진숙     |

### 광고
- 빙그레 메로나
- 동원F&B 상쾌한아침 타히티
- 웅진식품 자연은·아침햇살
- 위스퍼
- SK텔레콤 네이트
- 현대자동차
- KTF Na
- 롯데리아
- LG유플러스 뮤직온

## 방송
| 연도        | 방송사 | 제목                      | 비고   |
| ----------- | ------ | ------------------------- | ------ |
| 2015 ~ 2016 | SBS    | 정글의 법칙 in 사모아     | 출연   |
| 2020        | SBS    | 동상이몽 2 - 너는 내 운명 | 게스트 |
| 2022        | TV조선 | 식객 허영만의 백반기행    | 게스트 |

## 뮤직비디오
- 2002년 jtL - 행복했던 기억들은
- 2002년 클릭비 - To Be Continued
- 2002년 얀 - 어두워지기 전에
- 2003년 김창현 - Eternity
- 2007년 이승기 - 착한거짓말

## 수상 및 후보
| 연도 | 시상식                             | 부문                                     | 작품            | 비고 |
| ---- | ---------------------------------- | ---------------------------------------- | --------------- | ---- |
| 2003 | 제1회 앙드레 김 베스트 스타 어워드 | 신인스타상                               | 빈칸            | 수상 |
| 2003 | MTV 수퍼스타 스타일 어워드         | 신인상                                   | 빈칸            | 수상 |
| 2011 | SBS 연기대상                       | 뉴스타상                                 | 보스를 지켜라   | 수상 |
| 2011 | SBS 연기대상                       | 드라마스페셜 부문 여자 특별연기상        | 보스를 지켜라   | 후보 |
| 2013 | SBS 연기대상                       | 중편드라마 부문 여자 우수연기상          | 수상한 가정부   | 후보 |
| 2017 | SBS 연기대상                       | 일일 & 주말드라마 부문 여자 최우수연기상 | 사랑은 방울방울 | 후보 |